# Shoushan, Pingnan
Shoushan är en socken i sydöstra Kina. Den ligger i Pingnan härad i staden Ningde i provinsen Fujian, omkring 100 kilometer norr om provinshuvudstaden Fuzhou.